# Remetea-Pogănici, Caraș-Severin
Remetea-Pogănici este un sat în comuna Fârliug din județul Caraș-Severin, Banat, România.

## Legături externe

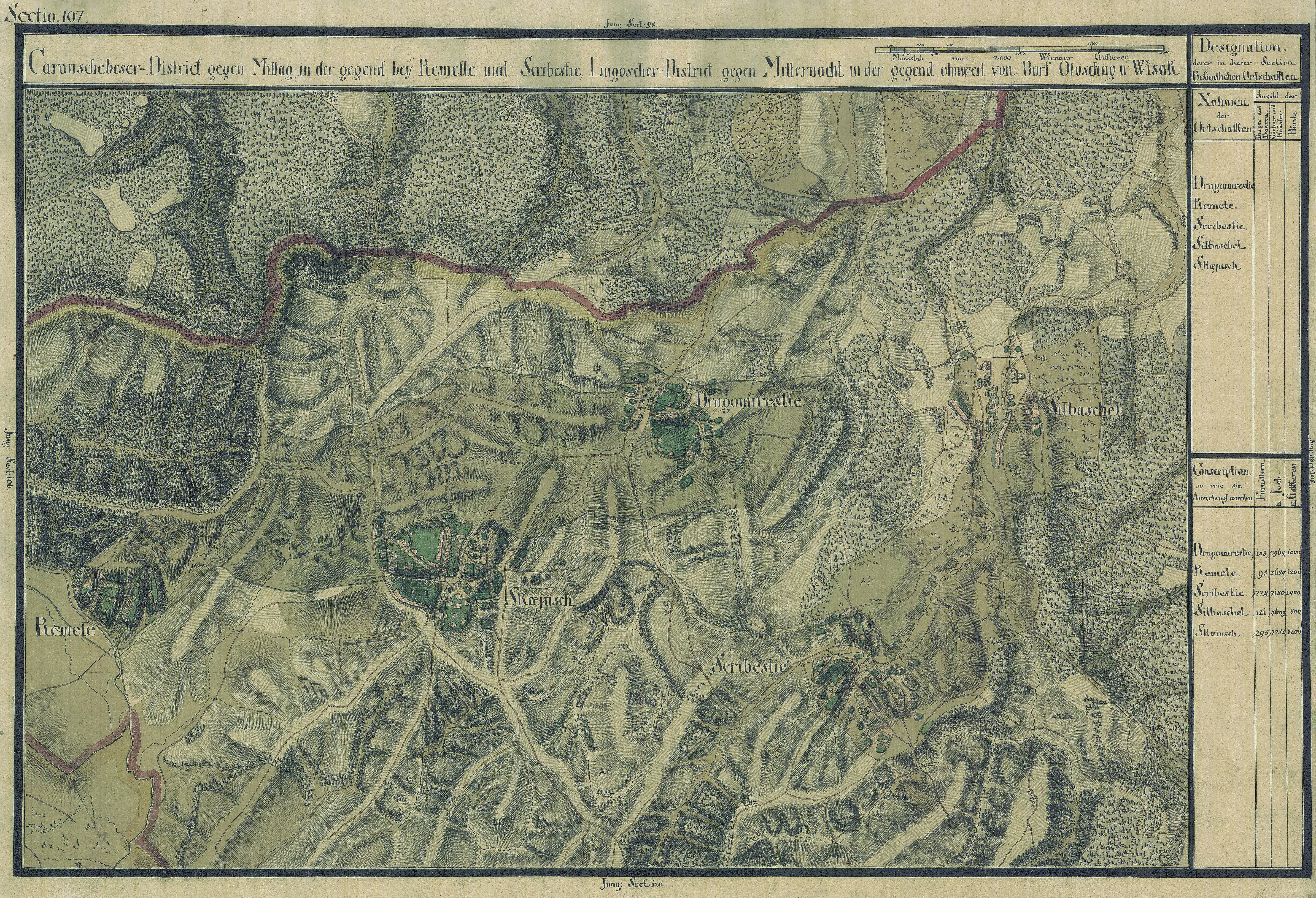
Remetea Pogănici în Harta Iosefină a Banatului, 1769-72